# اين هارت
اين هارت (بالألمانية: Wayne Hart) (و. 1949  م)، لاعب كيرلنغ كندي.

## روابط خارجية
- اين هارت على موقع الاتحاد الدولي للكرلنغ (الإنجليزية)
- اين هارت على موقع أوليمبيديا (الإنجليزية)